# 9951 Tyrannosaurus
9951 Tyrannosaurus là một tiểu hành tinh kiểu S thuộc vành đai chính. Nó bay quanh Mặt Trời theo chu kỳ 3.78 năm.
Được phát hiện ngày 15 tháng 11 năm 1990 bởi E. W. Elst Tên chỉ định của nó là "1990 VK5". On 21 tháng 11 năm 2002 nó được đổi tên "Tyrannosaurus" after Tyrannosaurus, a genus of large carnivorous dinosaur of the late Cretaceous.